# OGame
 (avril 2021).
Si vous disposez d'ouvrages ou d'articles de référence ou si vous connaissez des sites web de qualité traitant du thème abordé ici, merci de compléter l'article en donnant les références utiles à sa vérifiabilité et en les liant à la section « Notes et références ».
OGame est un jeu vidéo de stratégie en temps réel massivement multijoueur par navigateur (codé en PHP, JavaScript et CSS) de réflexion et de stratégie spatiale. OGame est produit et géré par Gameforge AG. Il se présente comme un jeu en ligne.
D'abord lancé en Allemagne le 3 octobre 2002, le premier univers (serveur) de la version française du jeu est lancée le 23 septembre 2004. Depuis, un nouvel univers apparait en général à quelques semaines d'intervalle. Depuis août 2009, les univers (69 et plus) sont identifiés par un nom plutôt qu'un numéro. Depuis le 1er juin 2010, tous les univers sont dotés de la version 1.0 appelée « redesign ». D'autres versions se sont succédé, jusqu'à atteindre la version 7.1 début 2020.
Les anciens univers ont été fusionnés avec d'autres afin d'augmenter le nombre de joueurs sur les vieux univers dont le nombre de joueurs diminue avec le temps (quelques centaines contre plus de 10 000 au début).

## Empire d'un joueur

### Composantes
Plusieurs caractéristiques composent l'empire d'un joueur :
- ses planètes : il débute avec une planète-mère, et aura par la suite l'occasion d'en coloniser d'autres en développant ses recherches. Chaque planète a une taille fixe, déterminée aléatoirement – sauf pour la planète-mère de 188 cases (sauf caractéristiques particulières de certains univers[4]) par défaut – et ne peut accueillir qu'un nombre défini de bâtiments : une fois la planète remplie, seules des défenses ainsi que des vaisseaux peuvent encore y être produits et des technologies peuvent être recherchées. Il est possible de contourner ces impératifs :
  - la colonisation de nouvelles planètes : la taille et la température des planètes, ainsi que leur production d'énergie et de deutérium (carburant), dépendent de leur position par rapport au soleil. Plus une planète est proche du soleil plus les satellites produisent d'énergie, mais le synthétiseur de deutérium produit moins de deutérium. En contrepartie plus une planète est éloignée du soleil plus elle produit de deutérium, mais moins d'énergie avec les satellites. La taille d'une colonie peut dépasser les 300 cases (sauf univers 70 et + le max est de 247 cases). Le nombre de cases détermine la capacité de développement des bâtiments (chaque nouveau développement prend une case),
  - le terraformeur qui augmente le nombre de cases d'une planète : à la suite d'une attaque qui peut être convenue entre deux joueurs, une lune peut être créée autour de la planète attaquée. Il y a une lune au maximum par planète. La lune apporte de nouvelles possibilités de jeu, notamment avec la phalange de capteur (permet de voir les mouvements de flotte des autres joueurs qui ont fait partir leur flotte depuis une planète ou dont la flotte arrive sur une planète) et la porte de saut spatial (permet de transporter des vaisseaux entre deux portes de saut sans perte de temps). Ces technologies sont le fruit du développement d'une lune qui peut s'avérer couteux (il est possible de détruire une lune) ;
- ses bâtiments : construits sur ses planètes, ils se répartissent principalement entre les bâtiments producteurs (mines de métal, mines de cristal, synthétiseurs de deutérium et centrales énergétiques solaire ou de fusion), les bâtiments de stockage (hangars de métal, hangars de cristal et réservoirs de deutérium sans lesquels la production sature au bout d'un moment) et les installations (usines de robots, usines de nanites, chantiers spatiaux, dépôts de ravitaillement, silos de missiles, laboratoires de recherche et terraformeurs). Le laboratoire de recherche (pour la recherche de nouvelles technologies) permet d'avoir accès à de nouveaux bâtiments, vaisseaux ou défenses. Chaque niveau de bâtiment construit occupe une case sur la planète sur laquelle il est placé ;
- ses vaisseaux : ils permettent l'interaction entre les différentes planètes, que ce soit pour échanger des ressources, coloniser de nouvelles planètes, exploiter les champs de débris, espionner, attaquer les adversaires, détruire une lune ou effectuer une expédition. Il existe plusieurs types de vaisseaux : les vaisseaux civils (petits ou grands transporteurs, vaisseaux de colonisation, recycleurs, sondes d'espionnage) et les vaisseaux de combat (chasseurs légers ou lourds, croiseurs, vaisseaux de bataille, traqueurs, bombardiers, destructeurs et étoiles de la mort). L'étoile de la mort est le vaisseau le plus puissant. Sa supériorité est un des grands principes de base de OGame, depuis la création du jeu ;
- ses défenses : en prévision des attaques, des défenses peuvent être construites sur les planètes : lanceurs de missiles, artilleries à ions, artilleries laser légères ou laser lourdes, canons de Gauss, lanceurs de plasma, missiles interceptions, petits et grands boucliers ;
- ses recherches (aussi appelées technologies) : les recherches ne sont pas spécifiques à une planète contrairement aux bâtiments et aux défenses. Elles sont identiques dans tout l'empire d'un joueur. Il y a deux types de recherches : celles qui donnent accès à une autre technologie ou qui permettent de développer soit un vaisseau, soit un bâtiment, soit un type de défense (recherche d'accessibilité) ; et celles dont le niveau est pris en compte pour améliorer l'efficacité des vaisseaux, des défenses, de la propulsion ou encore de l'espionnage (recherche d'efficacité). Certaines recherches peuvent appartenir aux deux catégories en même temps. Par exemple, la « Technologie Bouclier » doit être montée au niveau 2 pour avoir le droit (accessibilité) de fabriquer des recycleurs mais parallèlement à ça, elle détermine la manière (efficacité) dont tous les vaisseaux vont se comporter lors des combats.

### Objectif et classements
Quatre classements sont tenus dans le jeu.
- Un classement « points », qui représente la quantité brute de ressources investies en bâtiments, vaisseaux, recherche, défenses. On divise le nombre de ressources dépensées depuis le début de la partie par 1 000, et votre nombre de points est l'entier le plus proche de cette division (donc si vous avez dépensé 405 600 ressources, vous avez 406 points).
- Un classement « économie » représentant les points investis dans les bâtiments de production ainsi que dans une partie des vaisseaux civils.
- Un classement « militaire » regroupant les points militaires construits, détruits et perdus, ainsi que les points honorifiques gagnés lors de combats contre d'autres joueurs.
- Un classement « recherche » représentant les points investis dans les différentes recherches du compte.

Ces classements existent pour les joueurs comme pour les alliances. Ils étaient mis à jour trois fois quotidiennement : à 0 h 5, 8 h 5 et 16 h 5 mais depuis la version 0.78c, ils sont actualisés en temps réel.
Il est donc possible de voir dans le menu « classement », après chaque modification apportant des points, combien chacun a gagné de points et de places. Bien sûr, lors d'attaques, le défenseur perd beaucoup de vaisseaux et de défenses, donc de points. Par contre, les constructions et les recherches ne peuvent pas être détruites lors des attaques. Les points ne sont acquis que pour des investissements achevés : ceux en cours ne comptent pas. Ainsi, même celui qui gagne une attaque peut perdre quelques points au classement jusqu'à ce qu'il ait utilisé les ressources gagnées pour construire ou faire une recherche. En général un joueur n'attaquera que si son assaut se présente comme rentable, c'est-à-dire s'il gagnera plus de ressources (pillage + recyclage) qu'il ne subira de pertes sur la flotte envoyée.

## Système de jeu

### L'univers de jeu
Un univers de jeu est composé de 9 galaxies historiquement, elles-mêmes constituées de 499 systèmes solaires, un système solaire comportant 15 planètes. Depuis la version 0.78 du jeu, un seizième emplacement a fait son apparition dans les systèmes mais il est strictement réservé aux expéditions et donc non colonisable.
Sur les serveurs français, des positions 17 sont mêmes apparues temporairement en octobre 2012, lors du 10e anniversaire d'OGame, dans le cadre d'opérations visant à fêter cet anniversaire. Elles recelaient des ressources, ou bien 1.000 AM (antimatière, unité de paiement du jeu)
Cependant, ce schéma peut changer : les vitesses de jeu peuvent varier. Les 50es univers OGame.de et OGame.fr comportent tous les deux 50 galaxies composées chacune de 100 systèmes solaires et leur vitesse de jeu est multipliée par deux. D'autres univers ont une configuration spatiale standard mais une vitesse de jeu accrue, comme les univers Léo (×2), Fornax (×4), ou Sirius (×5).
D'un univers à l'autre, les règles et les possibilités de jeu peuvent être différentes. Ainsi, l'univers 66 d'OGame.de est très peu règlementé en comparaison avec les autres. Certains modes d'attaque (attaques groupées) sont présents dans les univers les plus récents et absents des univers les plus anciens ou présents seulement à l'état expérimental. Les attaques groupées sont cependant en cours de généralisation sur tous les univers. Un vote a été organisé en décembre 2008 afin que chaque univers puisse se prononcer sur la mise en place ou non des attaques groupées.
Il existe actuellement 21 univers de jeu français (dont le plus récent, Juno, sorti le 20 mai 2022).
Les interactions entre ces différents univers ne sont pas possibles, que ce soit l'envoi de flottes ou de messages. Un joueur peut cependant avoir un compte (unique) dans plusieurs univers différents, ce qui peut poser problème en cas de fusion ultérieure des univers.
Depuis la version 7, parue à l'automne 2019, trois "classes" de joueurs ont été instaurées : Explorateur, Général ou Collecteur. Ces classes confèrent des avantages spécifiques, ainsi que la possibilité de construire de nouveaux vaisseaux (respectivement, éclaireurs, faucheurs ou foreuses). Un marché des joueurs a également fait son apparition, permettant de vendre plus facilement des ressources, et pour la première fois des vaisseaux ainsi que des objets.
Globalement, les caractéristiques des nouveaux univers sont choisies, en accord avec les joueurs par le biais des votes sur le forum, pour que le développement des "empires" sur les nouveaux univers soit beaucoup plus rapide que dans les années 2000. Ainsi, en 15 jours et sans rien acheter, il est tout à fait possible d'atteindre le cap des 8 planètes avec quelques lunes et peut-être même Graviton, ce qui aurait été absolument impossible dix ans auparavant.

### Ressources
Il y a trois ressources principales dans OGame : le métal, le cristal et le deutérium. Le métal est principalement utilisé pour construire des vaisseaux, des défenses ou des bâtiments. Le cristal est quant à lui plus utile dans le domaine des recherches. Le deutérium trouve son utilité principale en tant que carburant pour les mouvements de flottes et pour certaines recherches ainsi que dans une moindre mesure pour l'alimentation des centrales électriques de fusion. Une très faible quantité de deutérium est également nécessaire à la navigation dans le menu « galaxie ».
Une quatrième ressource a été ajoutée quelques années après la création du jeu : l'antimatière. Elle ne peut pas être produite par les joueurs, elle peut seulement être trouvée par exploration (en petites quantités, environ 250 à 1500), gagnée lors d'évènements ou achetée directement à Gameforge. En consommer permet de profiter des options payantes du jeu telles que le compte commandant ou l'intervention d'un marchand, elle permet aussi l'achat des trois ressources précédemment citées

### Évolution
Le joueur n'a pas réellement de but désigné si ce n'est faire évoluer son territoire spatial en vue d'arriver en tête du classement. Pour cela, il devra construire des bâtiments puis faire évoluer leur niveau qui augmentera ainsi leur production. Certains bâtiments fournissent des ressources en continu (mine de métal, mine de cristal et synthétiseur de deutérium) et ce d'autant plus rapidement que le niveau du bâtiment est élevé. D'autres bâtiments permettent de construire des unités en échange de ces ressources. Plus ces bâtiments sont évolués et plus les unités sont produites rapidement.
D'autres bâtiments permettent d'améliorer l'efficacité des unités au moyen de recherches technologiques. Le nombre de technologies potentiellement optimisables est conditionné par le niveau du laboratoire de recherche. Lorsque la construction d'un bâtiment, d'une unité ou d'une recherche est lancée, un compte à rebours apparaît. Si le délai de construction est relativement faible aux premiers niveaux (une ou deux minutes), il augmente substantiellement dans les niveaux élevés (plusieurs centaines d'heures jusqu'à plusieurs semaines). Avec les ressources, il est possible de faire évoluer sa planète en améliorant ses bâtiments ou bien de construire des unités. Si le coût d'un vaisseau ou d'une défense varie en fonction de sa puissance, le coût en ressources des bâtiments augmente de façon géométrique et différemment suivant si c'est une mine ou pas. Chaque amélioration de bâtiment nécessite du terrain.

### Vaisseaux

#### Vaisseaux de combat
- Le chasseur léger (Clé) : le chasseur léger est le premier vaisseau débloqué, il est peu onéreux et faible, il est peu utile en début d'univers en raison de sa faible puissance de tir. En revanche, à un stade avancé du jeu, il est utilisé en grand nombre lors des attaques et sert ainsi de « tampon » afin de limiter les pertes sur le reste de la flotte. Plus un univers vieillit et plus il est utilisé.
- Le chasseur lourd (Clo) : cette version améliorée du Clé possède une meilleure protection et une force de frappe plus importante. Il est débloqué juste après le Clé et se révèle très efficace face aux défenses légères constituées de (LM) et/ou (Lle). Lorsque l'univers vieillit, il est peu à peu délaissé et remplacé par le Clé qui prend sa place pour jouer le rôle de « tampon ». Outre son rôle de casseur de défenses légers, il est également utilisé pour servir d'« anti-tampon » (même si on préférera le Cro pour contrer une attaque massive de chasseurs légers). En effet a nombre égal, un chasseur lourd est supérieur à un chasseur léger. Si un joueur utilise un tampon de chasseur légers, vous pouvez utilisez le Clo, moins onéreux que le Cro, pour le prendre au dépourvu.
- Le croiseur (Cro) : grand, maniable, extrêmement rapide, il possède un RF (Rapid Fire) très utile contre les Clé ainsi que contre les LM, souvent utilisés comme « anti-tampon » contre les Clé, il est souvent utilisés pour des attaques éclair, des rushs dans le jargon ogamien, redoutable contre les mineurs disposant de flotte de (GT/PT).
- Le vaisseau de bataille (VB) : grand et puissant, le vaisseau de bataille est quasiment indispensable pour un raider, aussi bien utilisé en début d'univers que sur des univers vieillissants, en raison du bon équilibre entre sa consommation de carburant, ses points d'attaque, sa vitesse, et son prix très abordable.
- Le traqueur (Tr) : ce navire de guerre fait partie des vaisseaux les plus durs à obtenir en raison de son coût en cristal et en deutérium. Cependant une fois construit, il s'avère être un adversaire redoutable. Aussi rapide que le VB, il surpasse toutefois ce dernier grâce à sa faible consommation de carburant (deutérium), un bouclier plus puissant qui lui permet de subir moins de pertes et son RF contre les VB. Le traqueur est un vaisseau indispensable pour les joueurs qui souhaitent recycler les flottes de raiders, composées en majorité de VB.
- Le bombardier (BB) : aussi puissant que le "VB", mais relativement lent, il détient des" RF" contre la plupart des défenses, toutefois la plupart des raideurs expérimentés déconseillent d'en utiliser en trop grand nombre. En effet son coût en deutérium (fabrication et carburant) est aussi importante que le destructeur alors qu'il est moins puissant et moins résistant que ce dernier. De plus, il est plus lent que la plupart des autres vaisseaux. En raison de ces défauts on préfèrera utiliser des compositions plus adéquate telle qu'une composition lourde ("Clé/DD") ou une composition moins puissante mais plus rapide et moins coûteuse en deutérium ("Clés/Cro").
- Le destructeur (DD) : extrêmement puissant mais assez lent, le Destructeur est le vaisseau par excellence pour les raiders (bien que "l'EDLM" soit plus puissante que le "DD", sa lenteur ne permet pas de surprendre un joueur). Très efficace contre la plupart des vaisseaux et sur un certain nombre de défenses, il est cependant très cher à fabriquer et est donc réservé aux joueurs de très haut niveau. Sa puissance de feu est toutefois inégalée et il s'avère efficace dans quasiment toutes les situations.
- L'étoile de la mort (Rip ou EDLM) : le plus puissant des vaisseaux, capable de détruire une lune mais extrêmement lent et onéreuse à fabriquer. Les EDLM sont utilisées contre les bunkers (planètes possédant un très grand nombre de défenses) en raison de son RF très élevé contre toutes les défenses (à l'exception du LP). Son utilité augmente avec le vieillissement de l'univers. En effet avec l'âge un univers perdra des joueurs, le nombre de cibles diminuera, et celles qui restent seront bien défendues. Les EDLM sont donc un excellent moyen de pallier ce manque de cibles. Attention cependant à son (seul) défaut qui est sa vitesse, il est impossible de surprendre un joueur avec des EDLM et la lenteur de ses déplacements laisse beaucoup de temps au joueur attaqué pour préparer une défense et demander de l'aide à ses alliés. De plus, beaucoup de raiders tenteront de prendre en retour les EDLM, en calculant l'heure de retour de ces dernières et en les interceptant. Voilà pourquoi les EDLM sont dangereuses d'utilisation et qu'elles ne sont réservées qu'aux raideurs expérimentés ou à un style de jeu bien propre à ce vaisseau ; ce style de jeu est appelé rippeur/rippeuse.
- L'éclaireur (v7) : bon fret,  rapide, réservé à la classe explorateur : il possède un RF (Rapid Fire) très utile contre les Clé et Clo. A l'image du croiseur, il possède un meilleur bouclier ce qui permet aux joueurs de l'utiliser comme tampon a flotte lourde (moins de pertes qu'au petit transporteur <--discutable, c'est selon les situations).
- Le Faucheur (v7) : Un super destroyer au coût exorbitant, réservé à la classe Général. Il récupère 25 % du champ de débris, a un RF sur de nombreux vaisseaux, et en performance équivalente consomme légèrement moins de deutérium qu'une flotte de destructeurs.

#### Vaisseaux civils
- Le petit transporteur (Pt) : très maniable et capable de transporter des matières premières sur d'autres planètes rapidement.
- Le grand transporteur (GT) : une plus forte capacité de fret mais moins rapide que le petit transporteur.
- Le vaisseau de colonisation (VC) : permet de coloniser de nouvelles planètes.
- Le recycleur (recyclo) : il collecte des ressources dans les champs de débris. Sa vitesse est relativement faible.
- La sonde d'espionnage (Sonde) : petit drone manœuvrable qui espionne les planètes même à grande distance. Sa vitesse est égale à 100 000 000 de valeur de base. Dans les premières versions, il était possible de faire des raids à la sonde, bien que compliqué à prendre en main ; la capacité de fret des sondes a ensuite été réduite à 0, ce qui rend le raid à la sonde impossible.
- Le satellite solaire (Sat) : plate-forme qui se trouve dans une orbite très élevée et stationnaire. Il vous fournira continuellement de l'énergie, celle-ci dépendant de la distance entre votre planète et le Soleil (place 0) du SS.
- La foreuse (v7) : Vaisseau réservé à la classe Collecteur, Permet d’augmenter sa production à raison de 0.02% par foreuse (0,03% pour les Collecteurs). les foreuses consomment de l’énergie et sont fragiles, de plus il est impossible de les transporter directement sur une autre planète ou lune (pour cela, il faut les vendre sur le marché, elles iront sur la planète de l'acheteur, où elles seront à nouveau bloquées - l'acheteur peut ensuite revendre les foreuses au vendeur initial, qui les achètera à partir de la planète où il voulait les avoir, une manœuvre longue et couteuse).

### Défenses
- Le lanceur de missiles (LM) : une défense peu coûteuse mais qui manque de puissance de feu, elle sert principalement de tampon arrivé à haut niveau, du fait que contrairement au Lle, ne subit pas le feu rapide du Destructeur.
- L'artillerie laser légère (lle) : une défense également peu coûteuse mais un légèrement plus efficace que le Lanceur de Missile, c'est aussi la défense la plus rentable du jeu.
- L'artillerie laser lourde (llo) : cette évolution du laser léger permet de détruire instantanément un Clo, étant ainsi très efficace contre les recycleurs de flottes favorisant ce type de vaisseau.
- Le canon de Gauss (gauss) : artillerie électromagnétique très puissante, qui malgré son coût élevé, vous protégera des puissants croiseurs qui seront en surnombre lors des nombreux assauts que vous subirez de la part des recycleurs de flottes, qui sont de plus en plus nombreux dans les univers.
- L'artillerie à ions (AI) : défense permettant de faire durer le combat jusqu'au « match nul » pour éviter de se faire piller par les raideurs, grâce à son bouclier conséquent,  depuis la v7,  une refonte de son prix plus équilibré (2000>6000 6000>4000)  et l'ajout d'un rapide fire contre le faucheur permet de mieux couvrir les lanceurs de plasma contre les attaques de vaisseaux lourds.
- Le lanceur de plasma (LP) : le lanceur de plasma est la meilleure arme de défense du jeu, bien qu'il faille parfois ne pas lésiner sur la quantité. L'efficacité de l'armement fait la différence une fois caché dans la masse des autres défenses. Il a plus de 40 % de chance de détruire un Vaisseau de Bataille en un seul tir et ne subit aucun RF.
- Le petit bouclier (Pb) : défense permettant d'encaisser une quantité moyenne de dégâts grâce à son bouclier ayant une valeur de base de 2000 (il protège votre défense en général).
- Le grand bouclier (Gb) : défense permettant d'encaisser une grande quantité de dégâts grâce à son bouclier ayant une valeur de base de 10 000 (il protège votre défense en général).
- Le missile d'interception (Mint) : le missile d'interception détruit les missiles interplanétaires en plein vol.
- Le missile interplanétaire (Mip) : les missiles interplanétaires détruisent la défense adverse, ils infligent de base 12800 points de dommages mais peuvent être détruits par les missiles d'interception ennemis lors d'un mippage (attaque des défenses via des missiles). Contrairement aux dégâts causés par les vaisseaux sur les défenses, les dégâts infligés par les MIP ne sont pas réparables.

### Styles de jeu
Le style de jeu se mesure sur deux axes dont des variantes, créant ainsi plusieurs branches :
- Le raider investit une grande partie de ses ressources dans la production de vaisseaux et les recherches pour attaquer les autres joueurs ;
- Le mineur investit une grande partie de ses ressources dans les bâtiments et les défenses pour protéger ses ressources ;

Jouer le style raider demande beaucoup plus de disponibilité, mais en contrepartie il donne aussi de meilleurs classements. Il faut surveiller sa flotte, espionner pour trouver des cibles potentielles, évaluer la rentabilité des attaques. Il faut aussi éviter de laisser sa flotte sans surveillance sinon elle risque de se faire « recycler » par un autre raideur qui jouera la plupart du temps recycleur de flotte ou même rippeur.
Le mineur a besoin de moins de temps de jeu. Cependant, si son évolution est plus lente que celle d'un raider, elle finira par rattraper et dépasser largement n'importe quel autre raider de par sa progression qui suit une exponentielle. Sa production est de plus en plus grande, il est en général assez bien protégé, et il ne prend pas de risques. En contrepartie, il se prive de grandes victoires avec beaucoup de ressources à la clé. Dans la plupart des univers, les 20 à 30 premiers au classement sont des raiders. En revanche, leur classement relatif, et leur présence même en tête de classement est relativement instable. Au contraire, les mineurs les mieux classés ont de bonnes chances de le rester durant de nombreuses années. Il n'est donc pas rare aujourd'hui d'avoir plusieurs mineurs dans les dix premiers au classement points dans les univers les plus anciens.
Dans Ogame, le cas d'un mineur devenant un raider est plutôt rare.

### Alliances
Les joueurs peuvent se rassembler dans un groupe appelé alliance.  Une alliance se définit par un nom, une étiquette (appelée TAG dans le jeu), et la liste des joueurs membres.  L'étiquette est la facette la plus exposée de l'alliance : c'est elle qui apparaît à côté des noms de joueurs dans les vues de galaxie.  À l'intérieur d'une alliance, les joueurs peuvent s'octroyer des grades, associés à des droits différents.  Les classements des joueurs ont leur équivalent pour les alliances : points, vaisseaux, recherche.
Le nombre d'alliances dans un univers dépasse rarement le millier.
Comme les joueurs, les alliances peuvent s'orienter vers un style de jeu particulier (grandes alliances de raiders, regroupement de producteurs de deutérium…) ou regrouper tous les styles de jeu pour être polyvalents. Il existe même des alliances à forte population comme la « No Limit » de l'Univers 39 qui est arrivée à plus de 950 membres.

## Autour du jeu

### Communauté
Le jeu s'articule autour d'une communauté active de joueurs gérée par une équipe de bénévoles sous la responsabilité d'un employé de la Gameforge : le COmmunity MAnager (COMA).
Cette équipe se divise notamment en deux groupes :
- le côté jeu, avec les opérateurs, super opérateurs et administrateurs. Ils s'assurent du bon fonctionnement du jeu et gèrent les univers (aide aux joueurs, surveillance et bannissement de la triche) ;
- le côté forum, avec les modérateurs, super modérateurs et administrateurs. Ils s'occupent de l'animation forum et gèrent les différentes aides (tutoriels, foires aux questions, stratégies).

### Participation
L'inscription et la participation sont gratuites. Cependant, les joueurs peuvent obtenir des avantages en jeu grâce à de l'antimatière, qui peut elle-même être achetée en micro-paiement, ou trouvée en petite quantité lors d'expéditions.

#### Comptes commandants
Le compte Commandant permet d'obtenir des améliorations d'interface :
- liste de construction (possibilité de lancer jusqu'à cinq constructions sur tout votre empire) ;
- menu Empire (Permet de voir un résumé de toutes ses colonies en une page) ;
- galaxie plus détaillée (possibilité de sonder les lunes d'un clic, recycler en un clic) cette fonction n'existe plus depuis la v6 ;
- classement des messages (plusieurs catégories pour les messages : espionnage, évènement flottes, messages utilisateurs) cette option n'existe plus depuis la v6 ;
- absence de publicité ;
- +40 favoris.

#### Comptes officiers
Les comptes officier ont été introduits en mars 2007 sur la version française d'OGame. Il est possible de payer avec de l'anti-matière un ou plusieurs officiers, qui apportent des avantages en jeu :
- Amiral : autorise à faire voler deux flottes supplémentaires ;
- Ingénieur : divise par deux les pertes des défenses lors des attaques (15 % au lieu de 30 %), et augmente de 10 % la production de l'énergie ;
- Géologue : augmente de 10 % la production des mines ;
- Technocrate : diminue les temps de recherche de 25 %, et augmente le niveau d'espionnage de 2 ;
- Commandant : les ordres sont effectués plus rapidement grâce à des commandes simplifiées.

En introduisant les officiers, GameForge est revenue sur sa promesse de ne pas introduire d'avantages de jeu qui soient payants, ce qui a provoqué la colère d'une partie des joueurs en France et dans le monde. En signe de protestation, la communauté OGamienne a alors adopté les lettres AO (pour Anti-Officiers) à la fin du pseudo de chaque joueur, voire des étiquettes d'alliances, et certains même ont quitté le jeu.

#### Marchands
C'est un ajout de la version 0.78 qui permet d'obtenir l'intervention d'un marchand virtuel, contre de l'antimatière, afin de convertir ses stocks de ressources superflues à des taux beaucoup plus intéressants que ceux officiellement admis. À titre de comparaison, le taux de commerce moyen pratiqué sur tous les univers français est de 2 métal/1.5 cristal/1 deutérium ; les marchands proposent parfois des taux allant jusqu'à 3 métal pour 1 deutérium ou 2 cristal pour 1 deutérium, ce qui, sur des millions de ressources, fournit un avantage considérable. Les marchands peuvent également être découverts au cours d'une expédition mais leur fréquence d'apparition est très faible.
Il existe un marchand différent pour chacune des trois ressources de base. L'intérêt de cette option payante est de contourner les échanges conventionnels entre joueurs qui sont parfois peu avantageux pour un des deux partis ou pour faire face à l'absence de partenaire commercial. Le revers de la médaille est que cela porte atteinte aux interactions entre joueurs, à certaines stratégies de jeu basées sur le commerce et soulève un malaise comparable à celui généré par les officiers dans sa nature mais bien inférieur dans son ampleur.

### Aspect pay-to-win
Comme toute la gamme de jeu édité par GameForge OGame possède ainsi une dimension Pay-to-win, ce qui déplaît et rebute naturellement les joueurs, on notera cependant le fait que des efforts sont faits pour donner accès à des bonus pour les joueurs non-payants, même si cela ne suffira jamais à combler le fait qu'un joueur qui paye beaucoup aura forcément un avantage certain sur les autres (fast clic, déménagements de planètes, changements de classe selon les besoins du moment,  trust du Top 10 en early game par l'achat de ressources, etc).

### Les jeux équivalents à Ogame
À la suite de la sortie et du succès rencontré par OGame, plusieurs jeux du même style sont apparus, gérés le plus souvent par des équipes bénévoles, mais aussi par des entreprises. OGame a donc été considéré comme le fondateur d'un style de jeu, même si d'autres jeux PHP, comme The Calunch, lui sont antérieurs.
Mais l'on peut surtout noter le jeu Fourmizzz qui lui est un jeu de gestion d'une petite colonie de fourmis, bien loin du domaine de l'espace donc.
Notons que le jeu "Galaxy Conquest : Phoenix Awaken" est un OGame-like disponible uniquement sur mobile. Il dispose du même code source qu'OGame et est complètement gratuit. La communauté est cependant très faible car les développeurs n'ont jamais fait de réelle promotion sur ce jeu. 
Enfin, son homologue Imperion n'a pas su gérer la concurrence qu'à pu occasionner Ogame, puisqu'en effet, il s'agissait d'un jeu similaire à ce dernier, qui se déroulait également dans l'espace, mais peu à peu, le jeu a pu voir ses serveurs se vider lentement, ce dernier ne comportait en plus pas de micro transaction, chose assez louable pour ce type de jeu par navigateur.
Risistar (anciennement Risispace) est un jeu de gestion par navigateur se déroulant dans l'espace, fondé sur le même principe d'OGame, à l'univers identique, avec la particularité d'avoir une évolution quinze fois plus rapide et comprenant aussi de nouveaux vaisseaux, bâtiments, défenses et recherches. Le jeu a été créé par certains membres de la communauté du forum Blabla 18-25 du site jeuxvideos.com. Le nom Risistar est un clin d’œil à El Risitas, devenu un mème qui a émergé sur ce même forum dans les années 2010.
D'autres jeux moins célèbres se sont également positionnés dans le style "Space Opera" d'Ogame : on peut citer le français Celestus (toujours en activité en 2023), les "Chroniques de Galactica" (site web encore en ligne mais très confidentiel), ou Planetium (au succès aussi fulgurant que sa chute).